# MosqueMeToo
#MosqueMeToo (de l'anglais, litt. #MosquéeMoiAussi) est un hashtag (mot-dièse) diffusé principalement par des femmes musulmanes contre les agressions sexuelles qui ont lieu lors du pèlerinage à La Mecque, le hajj,,,. Ce mouvement s'est rapidement répandu à d'autres expériences d'abus sexuels dans d'autres centres religieux musulmans comme Jama Masjid à New Delhi. L'usage du terme Me Too se réfère au mouvement #MeToo qui s'est répandu dans le monde entier à partir d'octobre 2017.

## Contexte

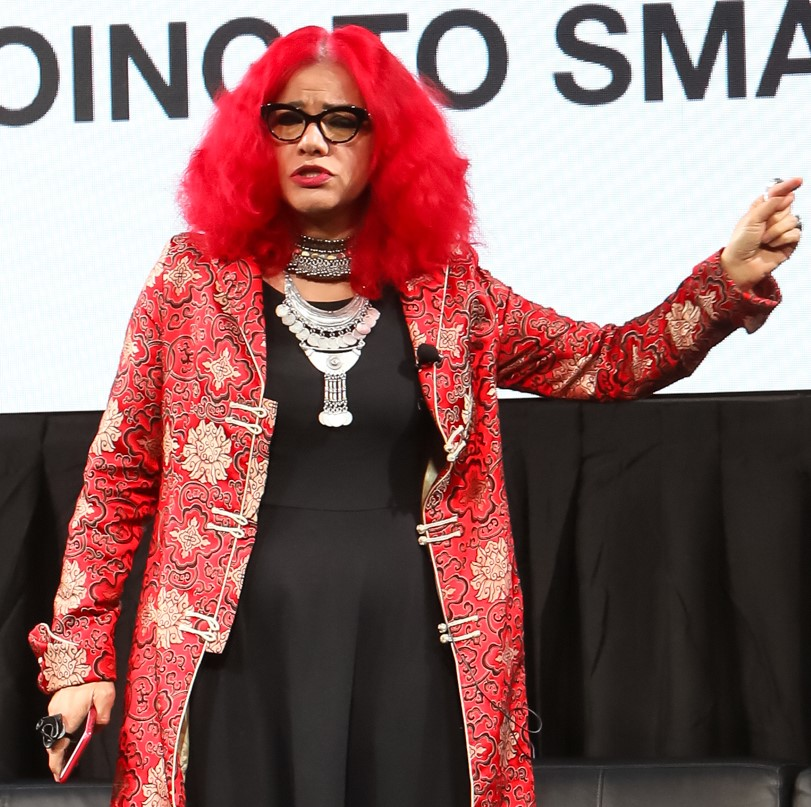
Mona Eltahawy en 2018.

En février 2018, une femme pakistanaise musulmane a partagé sur Facebook ses expériences d'agressions sexuelles lors du hajj. Le post a été directement supprimé, mais pas assez rapidement pour que d'autres personnes fassent de même,.
Mona Eltahawy, une journaliste égypto-américaine a partagé, dans un livre sorti en 1982, les agressions sexuelles qu'elle a subies lors du hajj. Elles ont été relayées sur Twitter via le hashtag #MosqueMeToo,. Beaucoup d'autres femmes ont suivi la démarche engagée,,.

## Critiques
Le mouvement a été accusé d'islamophobie et de propagande occidentale. Parmi les critiques, des femmes musulmanes ont soulevé leur désaccord avec la démarche de ce mouvement.